# بیلی جرات
بیلی جرات (انگلیسی: Billy Dare; ۱۴ فوریهٔ ۱۹۲۷ – ۸ مهٔ ۱۹۹۴) بازیکن فوتبال اهل بریتانیا بود.
از باشگاه‌هایی که در آن بازی کرده‌است می‌توان به باشگاه فوتبال وستهام یونایتد، باشگاه فوتبال هیلینگدون بورو، باشگاه فوتبال هندون، و باشگاه فوتبال برنتفورد اشاره کرد.